# Alchemilla decumbens
Alchemilla decumbens é uma espécie de rosácea do gênero Alchemilla, pertencente à família Rosaceae.